# تاريست (امجاو تشوقت)
تاريست هو دُوَّار يقع بجماعة أمجاو، إقليم الدريوش، جهة الشرق في المملكة المغربية. ينتمي الدوّار لمشيخة امجاو تشوقت التي تضم 14 دوار. يقدر عدد سكانه بـ 151 نسمة حسب الإحصاء الرسمي للسكان والسكنى لسنة 2004.

## روابط خارجية
- البوابة الوطنية للجماعات الترابية نسخة محفوظة 12 مارس 2018 على موقع واي باك مشين.
- المندوبية السامية للتخطيط